# Steffen Peters
Pour les articles homonymes, voir Peters.
Steffen Peters, né le 18 septembre 1964 à Wesel, est un cavalier américain de dressage.

## Carrière
Aux Jeux olympiques d'été de 1996 à Atlanta, Steffen Peters se classe troisième de l'épreuve de dressage par équipe sur le cheval Udon; il termine quinzième de l'épreuve individuelle.
Aux Jeux olympiques d'été de 2008 à Pékin avec Ravel, il termine quatrième de l'épreuve individuelle de dressage.
Aux Jeux olympiques d'été de 2012 à Londres toujours avec Ravel, il termine dix-septième de l'épreuve individuelle de dressage et sixième avec l'équipe américaine.